# Лазерный скальпель

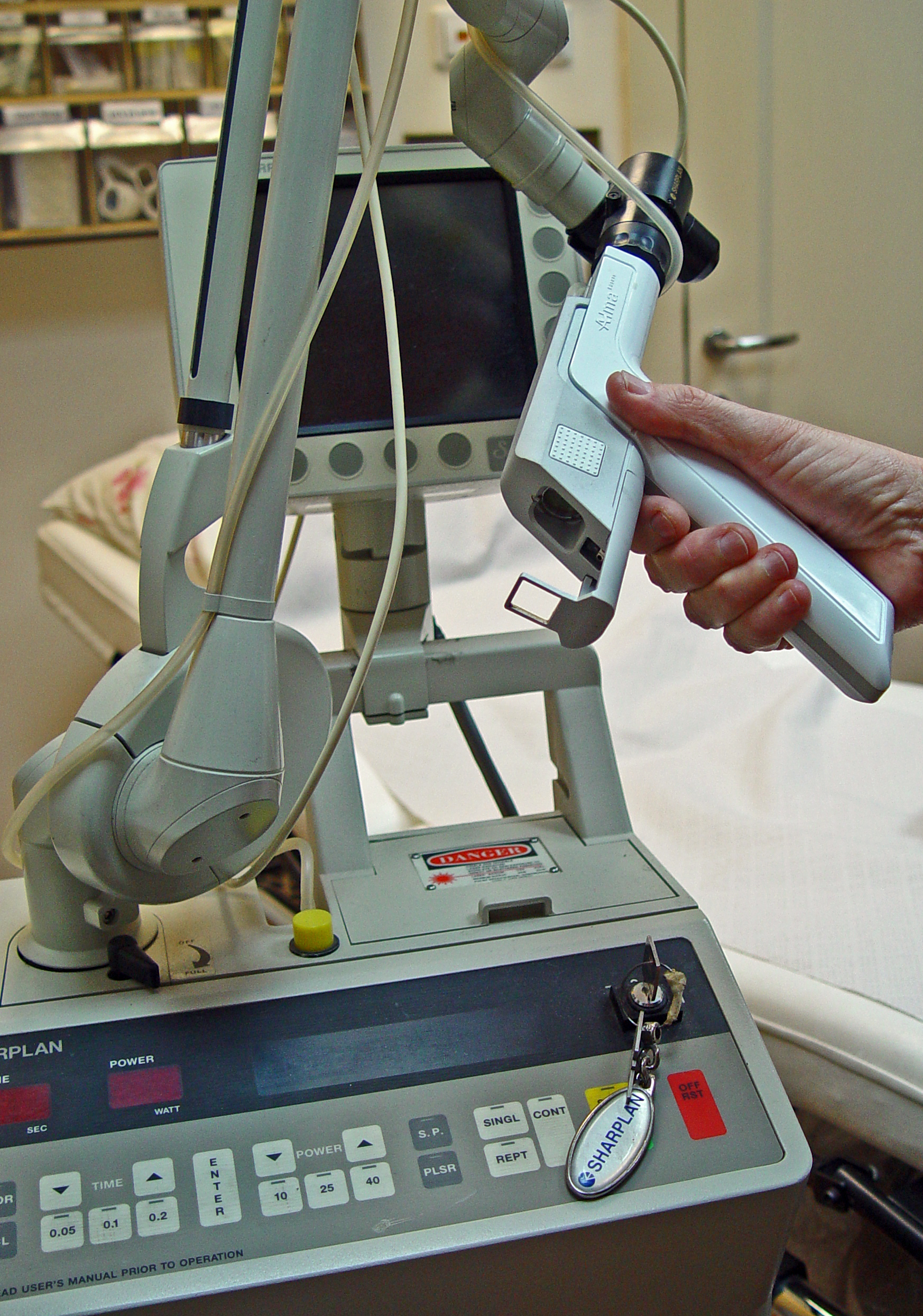
Лазерный скальпель на CO_{2}, 40 Ватт, применяемый в ЛОР, гинекологии, дерматологии, челюстно-лицевой хирургии, и т. п. 2011 г.

Ла́зерный ска́льпель — хирургический инструмент резки или абляции живой биологической ткани за счет энергии лазерного излучения.

## Конструкция и её особенности
Лазерный скальпель представляет собой устройство состоящее из стационарной части, обычно напольной, где размещается, собственно, лазер с блоками управления и питания, и подвижного, компактного излучателя, соединённого с лазером гибкой системой передачи излучения (световодом).
Луч лазера по световоду передаётся к излучателю, которым управляет хирург. Переданная энергия обычно фокусируется в точке, находящейся на расстоянии 3-5 мм от конца излучателя. Так как само излучение обычно происходит в невидимом диапазоне, но в любом случае прозрачно, лазерный скальпель, в отличие от механического режущего инструмента, позволяет надёжно визуально контролировать всё поле воздействия.
В настоящее время разработаны десятки типов лазеров, предназначенных для выполнения разнообразных хирургических операций, например, CO2 — лазеры, неодимовые или диодные лазеры, а также лазеры на свободных электронах.

## Воздействие лазерного излучения на ткани

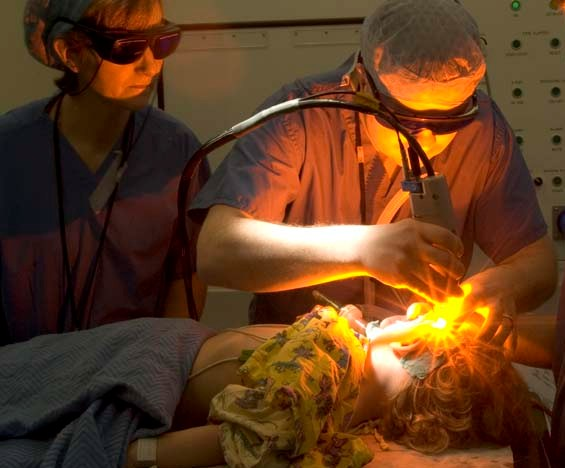
Работа лазерного скальпеля.
2006 г.

В результате действия энергии лазерного луча на биологическую ткань резко повышается температура на её ограниченном участке. При этом в «облучаемом» месте она достигает порядка 400 °С. Так как ширина сфокусированного пучка составляет около 0,01 мм, тепло распространяется на очень небольшую площадь. В результате такого точечного воздействия высокой температуры облучаемый участок мгновенно сгорает, частично испаряясь. Таким образом, вследствие влияния лазерного излучения происходит коагуляция белков живой ткани, переход тканевой жидкости в газообразное состояние, локальное разрушение и выгорание облучаемого участка.
Глубина разреза составляет 2-3 мм, поэтому разделение тканей обычно выполняют в несколько приёмов, рассекая их как бы послойно.
В отличие от обычного скальпеля, лазерный не только рассекает ткани, но может и соединять края небольших разрезов. То есть, может производить биологическую сварку. Соединение тканей осуществляется за счет коагуляции жидкости, содержащейся в них. Это происходит в случае некоторой расфокусировки луча путём увеличения расстояния между излучателем и соединяемыми кромками. При этом интенсивность воздействия снижается с рабочих 2-5 кВт/см² до примерно 25 Вт/см², что приводит к спеканию кромок.

## Преимущества использования
Основное преимущество лазерного скальпеля — малая травматичность операции из-за незначительной ширины разреза, одновременной коагуляции сосудов и существенного снижения кровотечения. Кроме того, в отличие от обычного скальпеля, излучение лазера абсолютно стерильно. Вследствие всего перечисленного период заживления раны сокращается в два-три раза.